# Spinifex longifolius
Espèce
Spinifex longifolius est une espèce de plantes monocotylédones de la famille des Poaceae (Graminées), sous-famille des Panicoideae, originaire du Sud-Est asiatique et d'Australasie.
Ce sont des plantes herbacées vivaces aux chaumes ligneux, pouvant atteindre 80 cm de haut. L'espèce est dioïque : les fleurs mâles sont sur des pieds différents des fleurs femelles. C'est en général la première herbe qui colonise les zones sablonneuses du rivage marin car elle tolère l'eau de mer.

## Étymologie
Le nom générique « Spinifex » dérive des termes latins spina (épine) et facere (faire), en référence aux pointes acérées des feuilles de certaines espèces.
L'épithète spécifique « longifolius » est formée des racines latines longus (long) et folius (feuille), en référence aux feuilles de ces plantes plus longues que celles des espèces apparentées.

## Distribution et habitat
Spinifex longifolius se rencontre sur les dunes côtières de sable blanc en Asie tropicale, Malaisie Papouasie et Australie.
En Australie, l'espèce est présente sur le littoral oriental et septentrional de l'île depuis le cap Leeuwin en Australie-Occidentale, dans le Territoire du Nord, et jusqu'à la rive occidentale de la péninsule du cap York au Queensland.

## Synonymes
Selon The Plant List (2 novembre 2017) :
- Spinifex fragilis R.Br.
- Spinifex littoreus var. longifolius (R.Br.) Backer